# CCGS Amundsen

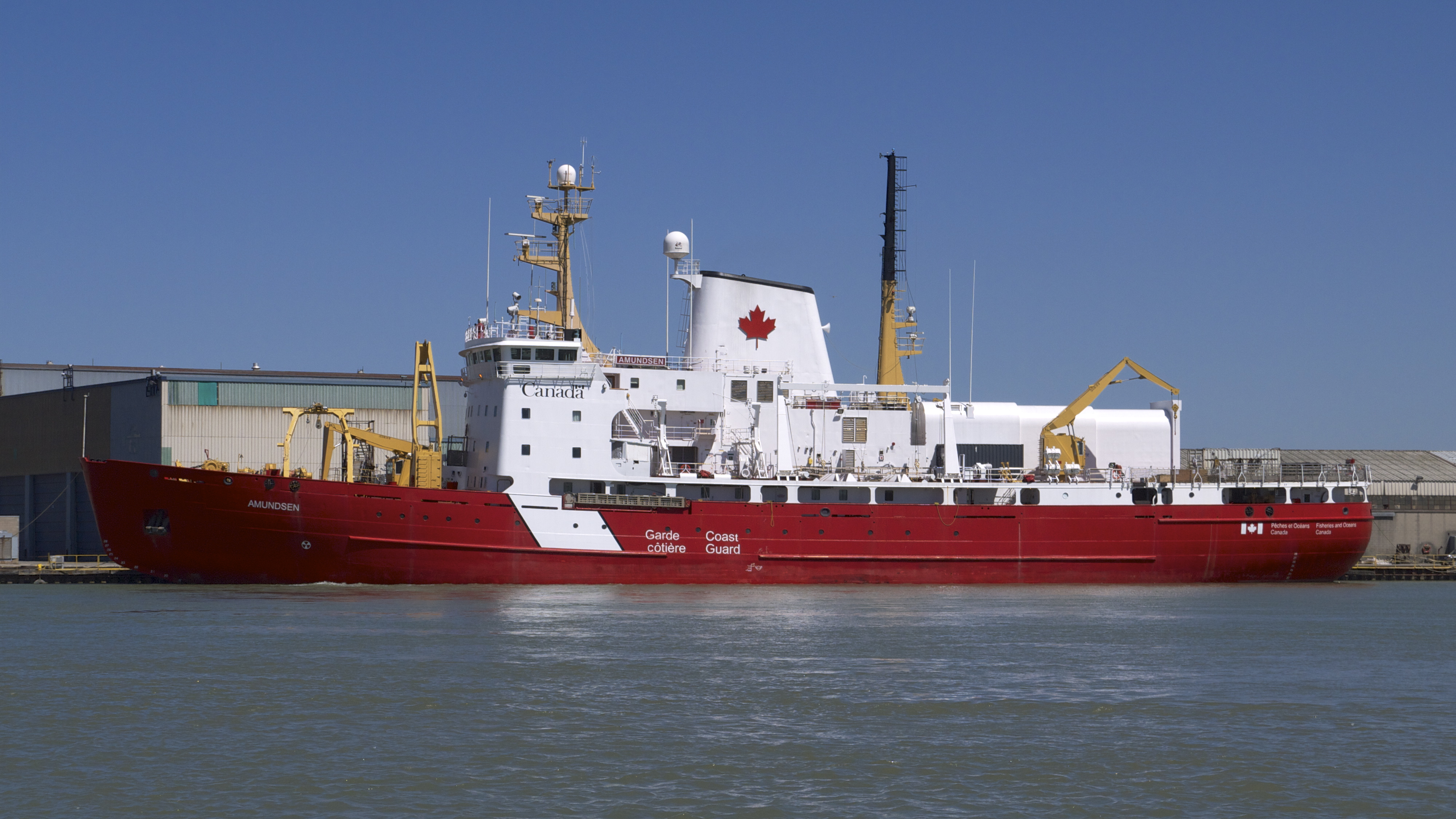
Amundsen i maj 2013 i Port Weller, Ontario

CCGS Amundsen är en kanadensisk kombinerad isbrytare och polarforskningsfartyg, som drivs av Kanadas kustbevakning. Hon började sin tjänstgöring 1979 som Franklin, senare benämnd Sir John Franklin 1980–1994. Hon försattes i reserv 2000 och togs i bruk 2003 igen, byggdes om för att fungera också som forskningsfartyg och omdöptes till Amundsen. 
Amundsen byggdes 1977–1979 som en isbrytare i kustbevakningens Pierre Radisson-klass. Hon har en helikopterlandningsplats och en hangar. Den kan ta en lätt helikopter av typ MBB Bo 105 eller Bell 206L. Hon har isklass Arctic Class 3.
Vintertid tjänstgör Amundsen som isbrytare i Saint Lawrenceviken, Saint Lawrencefloden och Saguenayfjorden. Under våren kan hon vid behov vara isbrytare i Saint Lawrenceleden och på Stora sjöarna. Under somrarna återgår Amundsen till att bli forskningsfartyg i arktiska vatten. 